# 紫薇春
紫薇春（学名：Rhododendron naamkwanense var. cryptonerve）为杜鹃花科杜鹃花属下的一个变种。

## 扩展阅读
- 維基物種上的相關：紫薇春